# キングダム ハーツ
『キングダム ハーツ』（KINGDOM HEARTS、略称: KH）は、スクウェア（現：スクウェア・エニックス）より2002年3月28日に発売されたPlayStation 2用ゲームソフト。

## 概要
ウォルト・ディズニー社とスクウェア（のちのスクウェア・エニックス）の提携により、ディズニーキャラクターの世界を題材とした世界観で制作された。ディズニーキャラクターと、ゲスト出演したファイナルファンタジーシリーズのキャラクターとが共演する。また、そのファイナルファンタジーシリーズのキャラクターデザイン（『VII』『VIII』『X』など）の野村哲也が初めてディレクターを務め、宇多田ヒカルが『光』で主題歌を担当した。英語音声版『キングダム ハーツ ファイナル ミックス』では、新たにリズムや音を付け加えアレンジした曲『Simple And Clean』になっている。
全世界で600万本以上を売り上げ、2003年9月に続編『キングダム ハーツ チェイン オブ メモリーズ』『キングダム ハーツII』の制作も発表され、キングダム ハーツ シリーズと呼ばれる作品群が形成されていった。また、2005年9月8日に『アルティメットヒッツ キングダム ハーツ』『アルティメットヒッツ キングダム ハーツ ファイナル ミックス』として低価格化されて再発売され、売上本数は合計で約20万本。
「PlayStation Awards 2002」でゴールドプライスを受賞、グランプリノミネート5作品の一つにも選ばれた。「The 6th CESA GAME AWARDS」では2001-2002 優秀賞を受賞している。
2013年には、『キングダム ハーツ HD 1.5 リミックス』としてPlayStation 3向けにHDリマスターされた。『ファイナル ミックス』版をベースとしつつ、日本語音声の収録やポリゴンモデルの差し替え、アビリティの追加などの変更をした。

## ゲームとしての特徴
上記でもあるようにディズニーキャラとFF（ファイナルファンタジー）のキャラを出演させているため、いわゆるスター・システムを採用している。
ゲームとしてはアクションRPGに分類されるが、ジャンプアクションが多数存在するなどアクションゲームとしての色が濃い。また、移動画面からバトル画面への切り替えといったものは存在せず、移動中に出現した敵とそのまま同じマップ上でバトルに突入する。ディレクター・野村のコメントによれば、3Dで構築された世界を自由に行動できるスタイルは『スーパーマリオ64』に着想を得て、彼自身の解釈とアイデアの下に再構築したもの。
『ファイナルファンタジーVII』の開発中、野村は『マリオ64』から受けた衝撃を基に、新たな3Dアクション作品の開発を希望したが、社内では「既に世界的キャラクターとなったマリオに対抗するのは不可能」「ディズニー級のキャラが必要」という意見が出た。この意見を覚えていた野村は、後にスクウェアでディズニーのゲーム制作が決まった際に、ディズニーの知名度と世界観を借りて、本シリーズを立ち上げた。
ファイナルファンタジーシリーズのコマンド、魔法、アイテムをモチーフとしており、「たたかう/まほう/アイテム/しょうかん（召喚）」の4つに分かれたコマンド欄から実行したいものを選択して行動する。「たたかう」は武器を使った物理攻撃を、「まほう」は召喚魔法を含めた8種類の魔法を、「アイテム」はポーションなどの回復アイテムを使用する。4つ目の「しょうかん」はジーニーなどの召喚獣とよばれるキャラを一定時間呼び出すことができ、様々な効果を得られる。アクションゲームらしく、これらのコマンドも移動中に選択することになる。
基本的に3人パーティで行動する。プレイヤーが直接操作できるのは主人公・ソラのみだが、ソラには通常一緒にいるドナルド・グーフィーや、特定のワールドで仲間になるキャラクターたちがNPCという形で戦闘に参加しフォローする。
条件を満たしてクリアすると、エンディング後に「Another side, Another story...」というシークレットムービーが観られる。これは今後の展開への伏線的な演出やメッセージを仕込んだ謎めいた内容であり、実は次回作『キングダム ハーツII』の1シーンであることが同作で明かされるという予告編のようなムービーとなっている。

## キングダム ハーツ ファイナル ミックス
『キングダム ハーツ ファイナル ミックス』（KINGDOM HEARTS FINAL MIX）は、北米版の『キングダム ハーツ』をベースとして様々な要素が加えられた英語音声版。2002年12月26日にPS2用ソフトとして発売。限定グッズが同梱された「プラチナリミテッド」も同時発売された。ゲームにおける主な変更点は以下の通りである。
- 音声が全て英語に
- 主題歌変更
『光』から、英語歌詞でアレンジされた『Simple And Clean』に。
- 難易度選択
初心者向けのビギナー、通常のファイナルミックス、上級者向けのプラウドの3種類
- ザコ敵・ボス追加
ボスハートレス、カート・ジーサや黒いコートを着た謎の男など
- オリンポスコロシアムでゴールドマッチ（vsアイスタイタン）、プラチナマッチ（vsセフィロス）の追加
- イベント追加
物語の理解がより深まるものや、クラウドとセフィロスの再会・対決など
- 音楽追加
4曲が追加。デジキューブではこの追加曲を収録したCD「ADDITIONAL TRACKS」が予約特典として付属した。同CDは現在では入手不可能となっているが、2007年に発売された『KINGDOM HEARTS Original Soundtrack COMPLETE』に同じ曲が収録されている。
- アビリティ追加
- 武器追加
- ハートレスのテクスチャ変更
- グミシップミッション追加
- バトルのバランス調整
- カメラワーク調整
- イベントスキップ機能（コンティニュー時）
- オリジナル版であったバグなどの修正
- 新シークレットムービー「Another Side, Another Story 【deep dive】」追加
タイトル通り、オリジナル版「Another side, Another story...」の内容により深く踏み込んだもので、次回作の断片的な情報が数多く提示される。追加ボスの撃破など達成条件はより厳しくなっているが、逆に旧ムービーの条件は緩くなっている。しかし新ムービーを見るための条件を満たすと旧ムービーは見られなくなってしまう（後年のリマスター版ではシアターから参照可能）。

## あらすじ
島国育ちのソラとリク、そしてカイリは毎日デスティニーアイランドという小さな島へ集まっては、様々な遊びに興じていた。やがて3人は海の向こうにある外の世界へ憧れ、イカダを作って島の外へ旅立とうと計画し、ついにイカダは完成する。
しかし旅立ちの前夜、リクが島の奥底で閉じられていた謎の扉を開いてしまい、突然の嵐と「ハートレス」という奇妙な生物を島の中へ招き入れてしまう。ソラはふとしたことから鍵をかたどった剣「キーブレード」を手に入れ、ハートレスに立ち向かいながら2人の親友を助けようとするが、島は闇に飲まれて崩壊し、3人は離れ離れになってしまった。次にソラが目を覚ますと、ディスティニーアイランドではなくトラヴァースタウンという見知らぬ「外の世界」にいたのだった。
一方その頃、全ての世界を治めるディズニーキャッスルでは、「王様」が旅に出るべく、突如城を去ってしまう。王様の信頼する臣下であるドナルドとグーフィーに残された手紙にはこう記されていた。「鍵を持つ者と共に行動せよ」と。外の世界を移動できる船「グミシップ」に乗り込んだグーフィーとドナルドは、王様の指示通りレオンという人物に会うべくトラヴァースタウンへと向かう。その頃、ソラはトラヴァースタウンにてレオンらと出会い、自身の置かれた境遇を知る。やがて街に現れたハートレスと戦ううちにソラはグーフィー、ドナルドと出会う。2人は「鍵を持つ者」であるソラと共に行動するべく旅に誘い、ソラもまた、行方の判らないリクとカイリを探すべく彼らと共に様々な「世界」の冒険に旅立つのだった。
3人はいくつかの世界を巡って様々な人々と出会い、ハートレスやその闇の力の悪用を目論むヴィランズと激しい戦いを繰り広げる。どの世界にも「世界の心」に通じる「鍵穴」が存在し、ハートレスはそこから世界の心を狙っていた。ソラは鍵穴を閉じつつ旅を続けるが、肝心のリクもカイリも王様も見つからない。しかしやがて再会したリクは、ヴィランズのリーダーであるマレフィセントによって闇の道に引き込まれていた。実はカイリが異変の最中に心を失っており、リクは彼女の心を取り戻すべく非道に手を染め始めたことでソラと対立していく。ソラもまた、レオンらの世界の統治者でありハートレスの研究者でもあった賢者アンセムの研究記録「アンセムレポート」を集めつつ鍵穴を閉じる旅を続け、カイリの行方も探していった。
長い旅の末、3人はヴィランズの本拠地であり、アンセムの居城であったホロウバスティオンに辿り着くが、そこで実はリクこそがキーブレードに選ばれた勇者であったことが判明する。キーブレードは奪われ、ドナルドとグーフィーもリクについて行ってしまった。絶望に打ち拉がれたソラだが、愛する者を救いに来たというビーストの姿から自身も奮起し、城へと乗り込んでいく。ドナルドとグーフィーは使命よりも友情を選んでソラの元に戻り、キーブレードもまたソラの意志力に呼応し、闇に染まったリクの手を離れて再びソラの手に戻った。3人は襲ってきたリクを退けて城の奥に進むが、そこには闇へと通じる巨大な鍵穴があった。マレフィセントは7人の光の心の持ち主「セブンプリンセス」を誘拐し、彼女らの心で作ったキーブレードでそれを開こうとしていたのだが、プリンセスの一人であるカイリの心が欠けていたために、開くべき鍵穴もまた不完全であった。その時、突如としてリクが裏切り、マレフィセントの闇の力を暴走させる。ソラに敗走した後、リクは真の黒幕であるアンセムに身体を乗っ取られていたのだ。3人はマレフィセントを倒すが、アンセムはカイリの心がソラの中に宿っていることを告げる。ソラは「人の心のキーブレード」で自らの心を開きカイリが復活させるが、その代償で消滅してしまう。リクの精神がアンセムを押さえつけている間、ドナルドとグーフィーはカイリを連れて一時撤退するが、1匹のハートレスがその後を追ってきた。それがソラであると気付いたカイリは彼を抱きしめ、ソラは人間として復活した。
カイリをトラヴァースタウンに残し、ホロウバスティオンに戻った3人は闇への鍵穴を閉じる。しかしアンセムは既に闇の中心へと向かっていた。3人はアンセムを倒して全てを終わらせるべく闇の中心「エンド・オブ・ザ・ワールド」に乗り込む。そこには闇の世界へ通じる「闇の扉」があり、その奥にはハートレスが奪った「世界の心」が集結して出来上がったキングダムハーツが存在した。闇の扉を開き、キングダムハーツという闇を世界に溢れさせようとするアンセムとの最後の戦いが始まる。3人は巨大な異形「ワールドオブカオス」と化したアンセムを死闘の末に打ち破るも、アンセムはキングダムハーツから再び力を得ようとする。しかしキングダムハーツを光だと信じるソラに呼応するように扉の奥から強烈な光が差し込み、アンセムは消滅する。身体を取り戻したリクと共に闇の扉を閉めようとするも、闇の世界側には無数のハートレスが蠢いていた。万事休すと思われた時、ハートレスの群れの中から王様が現れる。ソラは王様と協力し、2本のキーブレードによって闇の扉を完全に閉じた。しかしリクと王様は闇の世界に取り残されてしまった。
闇の扉が閉じたことで、闇に呑まれた世界は再生し、全ての世界があるべき形へと戻っていく。しかしそれは元の世界へと戻るカイリとの離別も意味していた。ソラはカイリに、離れていてもずっと側にいること、そしていつか必ず帰ることを告げて世界ごと引き離されていく。3人はリクと王様を迎えに行こうとするが、どうすればいいのか皆目検討もつかない。そこにいなくなっていたプルートが現れる。その口には王様のものらしき手紙が咥えられていた。走っていくプルートを追い掛け、3人は駆け出すのだった。

## 登場キャラクター
ソラ（Sora）
本作の主人公。14歳。くよくよしない陽気な性格で、単純すぎる所もあるが正義感はひと一倍強い。デスティニーアイランドではない別の世界に行くことを憧れる。キーブレードに選ばれた勇者として、幾多の世界を仲間と共に駆け巡りながら、強大な闇と戦うことになる。服装の色はミッキーマウスをベースにしている。
リク（Riku）
15歳。ソラの一番の親友であり、ライバルでもある。クールで判断力に優れている。島での平穏な暮らしに嫌気がさしており、そのため外の世界への願望が一番強い。島が崩壊してから辿り着いた世界でマレフィセントに出会い、ソラに裏切られたと思い込み、心を闇に染めてしまう。
カイリ（Kairi）
本作のヒロイン。14歳。ソラやリクの親友である少女。生まれは外の世界であり、数年前の流星雨の夜にデスティニーアイランドへ現れた。島の崩壊と共に姿を消して行方がわからなくなり、ソラとリクは彼女を探すために世界を回ることになる。また、ソラとリクの共通の想い人であり、2人の確執が強まる原因の一つでもある。
ドナルドダック（Donald Duck）
ディズニーキャッスルに仕える王宮魔導師。行方不明になってしまった王様の一番の親友で、手紙に記された命を受け、ソラ、グーフィーと共にグミシップに乗り込み旅立つ。ちょっぴり短気で、抜けているところがある。ソラとぶつかることもしばしば。
グーフィー（Goofy）
ディズニーキャッスルに仕える戦いが嫌いな王宮騎士隊長。人を傷つける武器を嫌って、大きな盾を持っている。ドナルドと共に王様の命に従って旅に出る。場のなごませ役やまとめ役になることが多い。
王様（The King）
ディズニーキャッスルの王様。世界の異変にいち早く気づき、もう一人のキーブレードの勇者としてソラとは異なる世界で冒険を繰り広げていた。なお、本作中での登場シーンはある重要な1シーンのみある（ディズニーとの契約に基づいている為）。
ジミニー・クリケット（Jiminy Cricket）
ピノキオの良心であるコオロギ。住んでいた世界が崩壊し、ディズニーキャッスルにやってきた。ミニーのすすめで、旅の記録係としてドナルド達に同行する。
マレフィセント（Maleficent）
闇の力を操る邪悪な魔女。様々な世界にいる悪者達（ヴィランズ）の中心的存在で、ハートレスを使い世界の心「キングダムハーツ」を手に入れようとしている。ソラやカイリとはぐれたリクを闇の道へと誘う。
アンセム（Ansem）
ホロウバスティオンという世界を治めていた賢者で、ハートレスの研究を続けていた。現在は行方不明だが、自身の研究を「アンセムレポート」にまとめており、それらを集めハートレスの弱点を探るのもソラたちの旅の目的に含まれている。

## 声の出演
オリジナル版キャスト（日本語） / ファイナル ミックス版キャスト（英語）の順。
- ソラ - 入野自由 / ハーレイ・ジョエル・オスメント
- リク - 宮野真守 / デビッド・ギャラガー
- カイリ - 内田莉紗 / ヘイデン・パネッティーア
- 王様 - 青柳隆志 / ウェイン・オルウィン
- ドナルド - 山寺宏一 / トニー・アンセルモ
- グーフィー - 島香裕 / ビル・ファーマー
- マレフィセント - 沢田敏子 / スーザン・ブレイクスリー
- アンセム - 大塚明夫 / ビリー・ゼイン
- ソラの母親 - 土居裕子 / ？
- クラウド - 櫻井孝宏 / スティーブ・バートン
- エアリス - 坂本真綾 / マンディ・ムーア
- ユフィ - かかずゆみ / クリスティ・カールソン・ロマーノ
- レオン - 石川英郎 / デヴィッド・ボレアナズ
- セルフィ - 青木麻由子 / モリー・ケック
- ティーダ - 森田成一 / ショーン・フレミング
- ワッカ - 中井和哉 / ディー・ブラッドリー・ベイカー
- セフィロス - 森川智之[注 2] / ランス・バス （『ファイナル ミックス』のみ）
- ミニー王妃 - 水谷優子 / ルシー・テイラー
- デイジー - 土井美加 / トレス・マクニール
- ピノキオ - 常盤祐貴 / セス・アドキンス
- ゼペット - 熊倉一雄 / トニー・ポープ
- ジミニー・クリケット - 肝付兼太 / エディー・キャロル
- アリス - 土井美加 / キャサリン・ボーモント
- 白ウサギ - 牛山茂 / コーリー・バートン
- ドアノブ - 小山武宏 / コーリー・バートン
- ハートの女王 - 小沢寿美恵 / トレス・マクニール
- ピーターパン - 岩田光央 / クリストファー・スティール
- ウェンディ - 渕崎ゆり子 / キャスリン・ボーモント
- フック船長 - 大塚周夫 / コーリー・バートン
- スミー - 熊倉一雄 / ジェフ・ベネット
- プー - 八代駿 / ジム・カミングス
- ピグレット - 小宮山清 / ジョン・フィードラー
- ティガー - 玄田哲章 / ジム・カミングス
- アリエル - すずきまゆみ / ジョディ・ベンソン
- トリトン - 石田太郎 / ケネス・マース
- セバスチャン - 山寺宏一 / ケビン・マイケル・リチャードソン
- フランダー - 常盤祐貴 / エリ・ラッセル・リネッツ
- アースラ - くじら / パット・キャロル
- フロットサム&ジェットサム - 森山周一郎 / コーリー・バートン
- ビースト - 山寺宏一 / ロビー・ベンソン
- ジャック・スケリントン - 市村正親 / クリス・サランドン
- サリー - 土居裕子 / リタ・ラドナー
- フィンケルスタイン - 三ツ矢雄二 / ジェス・ハーネル
- 町長 - 大平透 / ジェフ・ベネット
- ウギー・ブギー - 畠中洋 / ケン・ペイジ
- ロック - 園岡新太郎 / ジェス・ハーネル
- ショック - 土居裕子 / キャス・スーシー
- バレル - 松澤重雄 / ジェフ・ベネット
- アラジン - 三木眞一郎 / スコット・ウェインガー
- ジャスミン - 麻生かほ里 / リンダ・ラーキン
- ジーニー - 山寺宏一 / ダン・カステラネタ
- ジャファー - 宝田明 / ジョナサン・フリーマン
- イアーゴ - 神谷明 / ギルバート・ゴットフリード
- ヘラクレス - 松本保典 / ショーン・アスティン
- フィル（ピロクテテス） - 永井一郎 / ロバート・コスタンゾ
- ハデス - 嶋田久作 / ジェームズ・ウッズ
- ムーシュー - 山寺宏一 / マーク・モーズリー
- ターザン - 小杉十郎太 / トニー・ゴールドウィン
- ジェーン - すずきまゆみ / ナイア・ケリー
- ターク - 土居裕子 / オードリー・ワシレウスキー
- クレイトン - 銀河万丈 / ブライアン・ブレスト

## 登場ワールド
デスティニーアイランド（Destiny Islands）
ソラやリクの生まれ育った、南国の小さな島。外の世界へ行くことを夢見て、イカダ作りにはげむソラ、リク、カイリ。だがソラは出発の前夜、島の「秘密の場所」でローブを着た怪しげな男に出会う。
本編に登場するのは子供たちの遊び場となっている離れ小島であるが、ソラ達の自宅のある本島は別にある。離れ小島へは子供達だけの手で小舟に乗って来られるほどの距離であると示唆されている。本島自体は出発前夜の嵐の夜に僅かに描写されるのみで、本編中には登場しない。
ディズニーキャッスル（Disney Castle）
すべての世界を治めている城。世界の異変に気づいた王様と、王様の命を受けたドナルドとグーフィーが旅立った後は、ミニー王妃とデイジーが留守を預かっている。
本作では訪れることができないが、続編の『キングダム ハーツII』では訪ねることが可能となった。
トラヴァースタウン（Traverse Town）
住んでいた世界を失った者が集まり作られた街。住民は「何かしらの事情と辛い過去を背負った人間ばかり」という事を考慮しており、この街において人の過去を聞いたり詮索したりすることはタブーであるとされている。この世界へ流れ着いたソラはドナルドとグーフィーに出会い、「鍵を持つ者」として世界を巡る冒険に出ることになる。街にはレオンやエアリス、ユフィ、シドといった頼りになる仲間もおり、ソラとドナルド、グーフィーの3人はここを冒険の拠点としていく。
ワンダーランド（Wonderland、作品：ふしぎの国のアリス）
おかしなことばかり起こる世界。白ウサギを追いかけて進んでいったソラたちは、アリスという少女が無実の罪で裁判にかけられているところに遭遇する。ハートレスによる犯行なのは明らかだが、裁判長のハートの女王は根拠もなくアリスを犯人と決めつけていた。ソラたちは囚われたアリスの無罪を証明するため奮闘することに。
オリンポスコロシアム（Olympus Coliseum、作品：ヘラクレス）
英雄が参加する闘技大会が開催されている。大会に参加しようとするソラだったが、英雄トレーナーのフィルから「英雄ではない」のを理由に軽くあしらわれてしまう。そこへ死者の王ハデスが現れ、ソラに大会のエントリーチケットを授ける。勇んで大会に参加するソラたちだったが、ハデスはクラウドやハートレスを使いソラを消そうと目論んでいた。
最初のストーリーをクリアした後は、本編の進行により闘技大会が解禁されていく。また、ここを訪れないままゲームを進めることも可能で、先に後述のホロウバスティオンを攻略してしまうと、クリア後のデモである人物が登場しなくなる。
原作のストーリーはあまり盛り込まれておらずコロシアム内で全て完結する。今作の時点では冥界には行かず、原作ヒロインのメガラも登場しない。
ディープジャングル（Deep Jungle、作品：ターザン）
深い緑に覆われた密林。ソラはドナルドと口論になり、グミシップを誤って墜落させてしまう。ドナルドとグーフィーとはぐれてしまい、野生の豹サボーに襲われるソラだったが、それを助けてくれたのはターザンという男だった。ソラがターザンにリクとカイリを知っているか聞くと、彼は友達がどこかにいると答えた。なんとしても2人を見つけたいソラはターザンと行動を共にする。
アグラバー（Agrabah、作品：アラジン）
砂漠にある巨大な都市。誰もいない街を探索していたソラたちは、王女ジャスミンと出会い、ジャファーという男が悪事を企んでいることを知る。またジャスミンが言うには、アラジンという青年なら力を貸してくれるという。ソラたちは魔法のじゅうたんの案内で魔法の洞窟に行き、アラジンとランプの魔人ジーニーに出会う。
モンストロ（Monstro、作品：ピノキオ）
ソラたちが次の世界へ向けグミシップに乗っていると、突然現れた巨大なクジラ・モンストロがグミシップを飲み込んでしまう。その中には人形の少年ピノキオと、その親ゼペットがいた。脱出する方法を考えている間に、ピノキオはモンストロの奥へと遊びに行ってしまう。ソラたちがピノキオのもとへ駆けつけたところへ、リクが姿を現す。
モンストロそのものが世界の役割を担っており、体内でのみストーリーが完結する。モンストロ外の原作世界に関しては今作では描写されない。
アトランティカ（Atlantica、作品：リトル・マーメイド）
美しく広大な海底の王国。海の生物の姿になったソラたちは人魚アリエルと出会い、「鍵穴」を見つけるため一緒に行動することに。だがアリエルの父のトリトン王は、外の世界から来たソラたちを快く思っておらず、鍵を持つ者は災いをもたらすと警告する。その頃、魔女アースラがトリトンの王座を奪い取るために動き出していた。
今作では原作中盤までのストーリーをモチーフとしており、エリック王子はまだ登場しない。
ハロウィンタウン（Halloween Town、作品：ナイトメアー・ビフォア・クリスマス）
不気味な雰囲気の街。いつもと変わらないハロウィンに飽き飽きしているジャック・スケリントンは、「ハートレスとすごすハロウィン」を計画していた。ソラたちは、ハートレスについて何かがわかるかもしれないと協力を申し出る。心のサンプルを作成した彼らだったが、街の嫌われ者ブギーの手下の子鬼3人組にサンプルを奪われてしまう。
今作の時点ではクリスマスタウンは登場せず、ハロウィンタウンのみでストーリーが完結する。
ネバーランド（Never Land、作品：ピーター・パン）
グミシップの移動中に海賊船に捕まったソラたち。そこにいたのはフック船長ら海賊と、眠ったままのカイリを連れたリクだった。カイリを助けるため闇の力を手に入れたリクは、ソラの言葉に全く耳を貸さない。船の牢屋に閉じ込められたソラたちは、ピーターパンという少年の力を借り、船からの脱出を目指す。
100エーカーの森（100 Acre Wood、作品：くまのプーさん）
絵本の中の大きな森。ソラが絵本の世界に入ると、そこには草原に一人ぼっちのプーがいた。話を聞くと、絵本のページが千切れてしまったために一緒に遊んでいた森の仲間たちがみんないなくなってしまったという。ソラは千切れてしまった絵本のページを集め、プーをはぐれた友達に会わせてあげようとする。
このステージのみハートレスが一切登場しないため、戦闘が発生することは無い。このため「たたかう」コマンドが「たたく」となる。
ホロウバスティオン（Hollow Bastion）
かつては平和だった虚ろなる城。魔女マレフィセントとの直接対決を決意するソラたちだったが、そんな彼らの前にリクが現れる。リクは自分こそがキーブレードの正当な所有者であるというそして、キーブレードはリクのもとへ渡り、「鍵を持つ者と共に行動せよ」という王様の命令に従うドナルドとグーフィーもリクについていってしまう。絶望に沈みかけるソラだったが、恋人を助けるために単身で来たビーストに「一人でも出来る事はある」と諭され、彼と共に城へ乗り込む。
エンド・オブ・ザ・ワールド（End of the World）
闇の探求者を名乗る、全ての元凶・アンセムを追ってきたソラたち。そこは崩壊した世界の断片が集まって形成された、闇の中心地だった。アンセムを倒せば世界は元に戻るはずだが、その時この世界にいる者がどうなるのかは誰にもわからない。それでも心は消えないと信じて、ソラたちは最深部に潜むアンセムとの決戦に赴くのだった。

## 主なスタッフ
- ディレクター、コンセプトデザイン、メインキャラクターデザイン、ストーリーボードデザイン：野村哲也
- シナリオ、イベントプランニングディレクター：秋山淳
- シナリオ：渡辺大祐、野島一成
- シナリオ監修：信本敬子
- 音楽：下村陽子、和田薫
- メインプログラマー：原田弘、安井健太郎
- マッププランニングディレクター：遠藤剛
- バトルプランニングディレクター：兼森雄一
- テクニカルアートディレクター：藤井明
- キャラクターモデリングディレクター：栢野智博
- アニメーションディレクター：神藤辰也
- バックグラウンドモデリングディレクター：田中正英
- アートディレクター：大館隆幸
- メニューディレクター、VFX監修：石井智裕
- テクスチャーディレクター：荒川健
- VFXディレクター：佐藤修一
- サウンドプログラマー：大堀仁司
- スーパーバイジングダイアログエディター：菅原輝明
- サウンドエディター：嶺川千春、稲倉遼
- ムービーディレクター：野末武志
- プロデューサー：橋本真司
- Co.プロデューサー：北瀬佳範
- エグゼクティブプロデューサー：坂口博信
- 主題歌：『光』（作詞・作曲・歌：宇多田ヒカル、編曲：河野圭・宇多田ヒカル）

## 関連作品
- 『キングダム ハーツ アルティマニア 増補改訂版』
  - 2004年12月17日、ISBN 4-7575-1349-6
- 漫画『キングダム ハーツ』（天野シロ、ファミ通PS2連載） （2003年～2005年）
  - 1巻 2003年10月25日、ISBN 4-7577-1657-5
  - 2巻 2004年4月24日、ISBN 4-7577-1845-4
  - 3巻 2004年11月25日、ISBN 4-7577-2072-6
  - 4巻 2005年1月31日、ISBN 4-7577-2187-0
- 漫画『キングダム ハーツ FINAL MIX』 - 絶版となった上記のエンターブレイン刊に代わってスクウェア・エニックスから発売された新装版。
  - 1巻 2006年12月22日、ISBN 4-7575-1833-1
  - 2巻 2007年1月22日、ISBN 978-4-7575-1923-7
  - 3巻 2007年3月22日、ISBN 978-4-7575-1947-3
- 小説『キングダム ハーツ』（著：金巻ともこ、画：天野シロ）
  - 上巻 2005年6月30日、ISBN 4-7575-1468-9
  - 下巻 2005年7月29日、ISBN 4-7575-1495-6
- 『KINGDOM HEARTS Original Soundtrack COMPLETE』（2007年）